# صيما زرقامي
صيما زرقامي (بالإنجليزية: Cyma Zarghami)‏‏ (1961 في إنغلوود - ) رائدة أعمال، وسيدة أعمال من الولايات المتحدة.

## روابط خارجية
- صيما زرقامي على موقع IMDb (الإنجليزية)